# Брезно
Брезно (словац. Brezno, нем. Bries(en), венг. Breznóbánya) — город в центральной Словакии на реке Грон в Словацких Рудных горах. Население — около 21 тысячи человек.

## История
Брезно было впервые упомянуто в 1265 году в письме короля Белы IV как «Березун» — шахтёрское поселение, где добывались благородные металлы. 

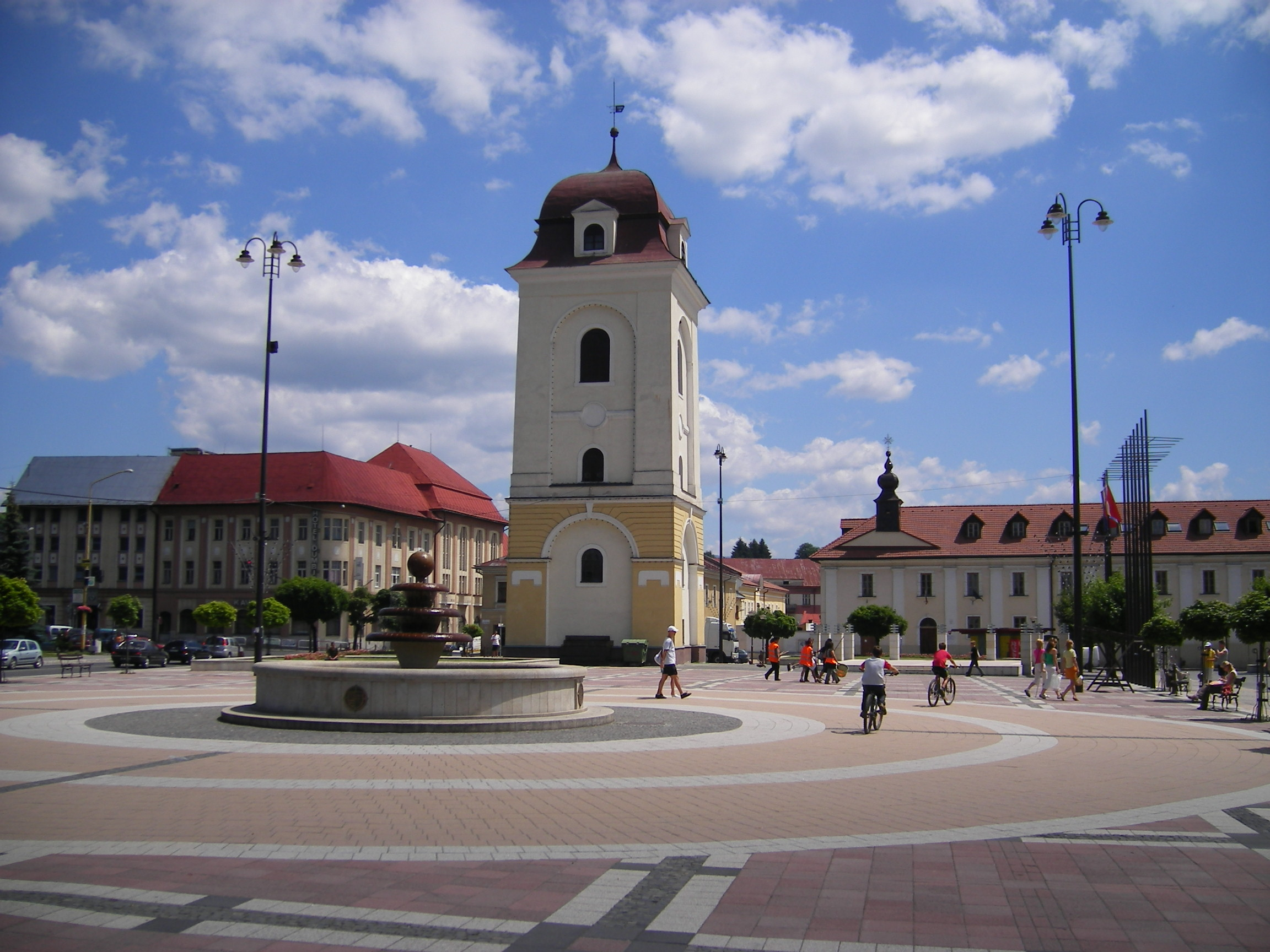
Главная площадь

В 1380 году Брезно получило городские права. В XVII веке в окрестностях города началась добыча дерева, что привлекло поток иммигрантов — лесорубов из Штирии. Население также занималось овцеводством, приготовлением известного «бризского» сыра из овечьего молока и пчеловодством. В недалёком Гронце был поставлен металлургический завод. Благодаря всему этому город процветал. 
В 1650 году император Священной Римской империи Фердинанд III дал городу права свободного королевского города.
В XIX веке в Австро-Венгрии появляются более крупные заводы и шахты и так Брезно входит в полосу стагнации, которая длилась до середины XX века, когда началась индустриализация города.

## Население
| Год:                | 1994   | 2004    | 2014    | 2024    |
| ------------------- | ------ | ------- | ------- | ------- |
| Количество человек: | 22 981 | 22 417  | 21 331  | 19 671  |
| Разница:            |        | −2,45 % | −4,84 % | −7,78 % |

## Достопримечательности
- Ансамбль главной площади с костёлом св. Марии

## Персоналии
- Халупка, Ян (1791—1871) — словацкий драматург, сатирик, публицист, прозаик.
- Ладислав Худик — актёр. Народный артист ЧССР. Почётный гражданин города.

## Спорт
- В 9 км на юго-запад от Брезно расположен центр биатлона Осрблье.

## Города-побратимы
- Чачак